# Araurima (Venezuela)
Pour les articles homonymes, voir Araurima.
Araurima est la capitale de la paroisse civile d'Araurima de la municipalité de Jacura dans l'État de Falcón au Venezuela.